# Abralia redfieldi
Abralia redfieldi är en bläckfiskart som beskrevs av Voss 1955. Abralia redfieldi ingår i släktet Abralia och familjen Enoploteuthidae. Inga underarter finns listade i Catalogue of Life.